# 潮来ボートコース

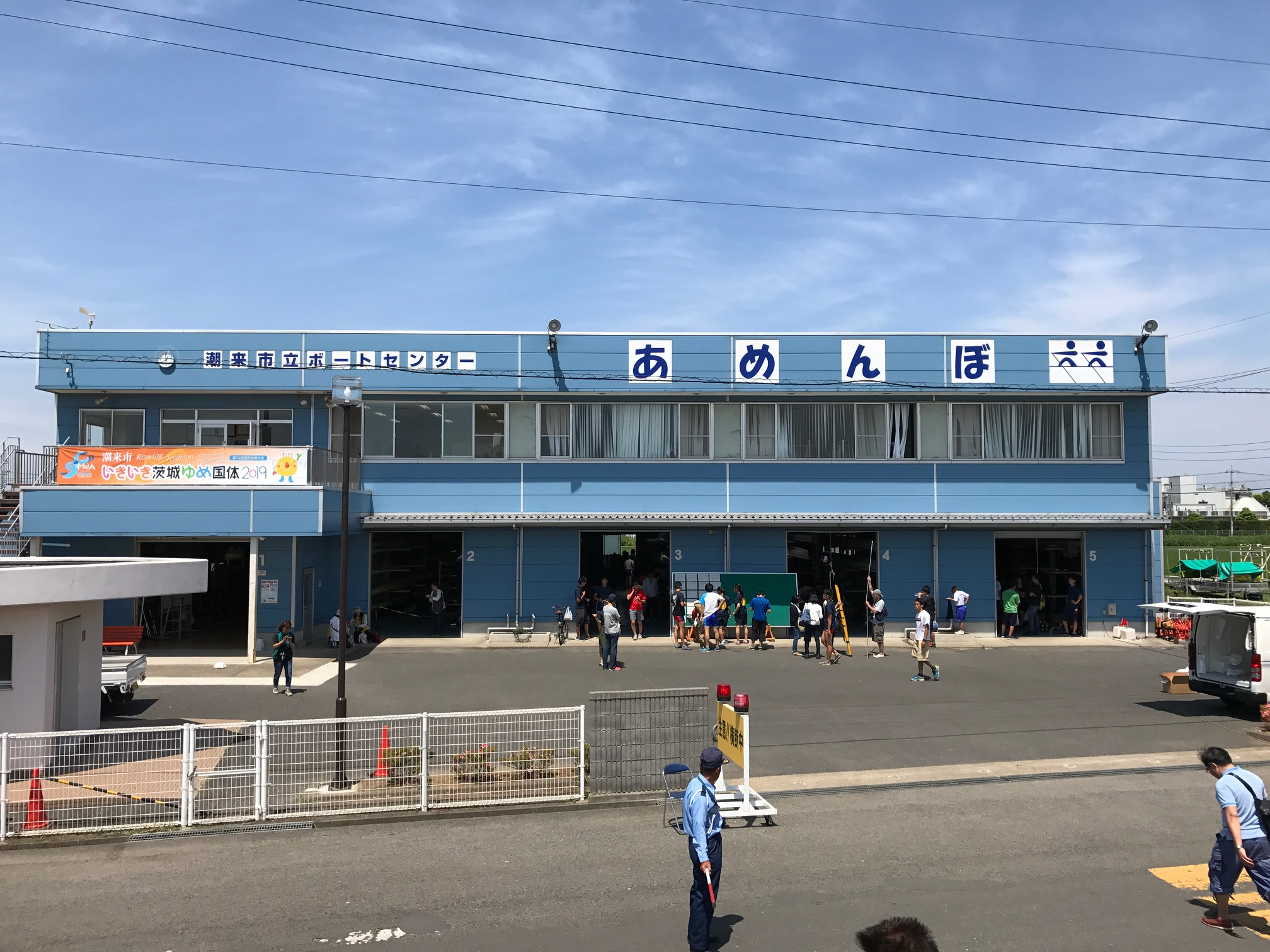
潮来市立ボートセンター あめんぼ

潮来ボートコース(いたこボートコース)は、霞ヶ浦につながる常陸利根川にあるボートコースである。茨城県潮来市に位置する。

## 概要
下流約18kmに常陸川水門があり、国土交通省霞ヶ浦河川事務所により水位が管理されており、水流はほぼない。温暖な気候と、四季を通じて安定した水面は、競技コースとして評価も高い。

### コース
- 1,000m B級公認コース（競漕レーン13.5m×5、回漕レーン16.5m×2）
- 2,000m 計画中（競漕レーン13.5m×5、回漕レーン16.5m×2）
- 練習水域5,000m

## アクセス
- 都心から約80kmの位置にあり、高速バスを利用すると75分でアクセスできる[1]。
- 成田国際空港から約40kmの距離にあり、車で30分～40分ほどかかる[1][2]。